# Альвеола (ротовая полость)
Альвеола ((лат. alveolus) — корытце), или зубная лунка, — это углубление в челюсти, в которой удерживается зуб.
Анатомическая часть верхней челюсти, несущая на себе альвеолы, называется альвеолярным отростком. 
На нижней челюсти соответствующее образование несёт название альвеолярной части (лат. pars alveolaris). Костная ткань зубной лунки, альвеолярного отростка и альвеолярной части претерпевает перестройку в течение всей жизни. Это связано с изменением функциональной нагрузки, падающей на зубы. В области краёв альвеолярного отростка кортикальная пластинка продолжается в стенку зубной лунки.
Альвеолы помещены в губчатое вещество. Стенки альвеол называют остеонами. Соединительная ткань, находящаяся в щелевидном пространстве между цементом корня зуба и стенкой альвеолы, называется «периодонт» (лат. periodontium).
Зубные лунки отделены друг от друга костными перегородками. В альвеолах многокорневых зубов имеются ещё и межкорневые перегородки, отделяющие разветвления корней. Они короче межзубных и несколько меньше длины корня.
Стенка альвеолы, расположенная в направлении действия силы, испытывает давление, а на противоположенной стороне — натяжение. На стороне повышенного давления происходит резорбция кости, а на стороне тяги — новообразование.
К альвеолам идут разветвления кровеносных сосудов и нервов.